# Frances Haugen
Frances Haugen (Frances Bordwell Haugen, nascida em 1984) é uma engenheira norte-americana, cientista de dados, gestora de produto, e denunciante. Ela divulgou dezenas de milhares de documentos internos do Facebook à Comissão de Valores Mobiliários dos Estados Unidos  (SEC) e ao Wall Street Journal em 2021.

## Vida e educação
Haugen nasceu e foi criada em Iowa City, Iowa, onde estudou na Horn Elementary e Northwest Junior High School, e se formou na Iowa City West High School em 2002. Seu pai era um médico, e sua mãe tornou-se uma sacerdotisa episcopal após uma carreira acadêmica.
Haugen estudou engenharia elétrica e de computação na turma de fundação do Franklin W. Olin College of Engineering. e se formou em 2006. Mais tarde, ela obteve um mestrado em administração de empresas pela Harvard Business School em 2011.

## Carreira
Depois de se formar na faculdade, Haugen foi contratada pelo Google e trabalhou no Google Ads, na Google Book Search, uma ação judicial coletiva relacionada à publicação de livros do Google, bem como no Google+. No Google, Haugen foi coautora de uma patente para um método de ajuste da classificação dos resultados de pesquisa. Durante sua carreira no Google, ela completou seu MBA, que foi pago pelo Google. Enquanto estava no Google, ela foi cofundadora técnica do aplicativo de namoro para desktop Secret Agent Cupid, precursor do aplicativo móvel Hinge.
Em 2015, ela começou a trabalhar como gerente de produto de dados no Yelp para melhorar a pesquisa usando reconhecimento de imagem e, depois de um ano, mudou-se para o Pinterest. Em 2018, quando o Facebook recrutou Haugen, ela expressou interesse em uma função relacionada à desinformação e, em 2019, ela se tornou gerente de produto no departamento de integridade cívica do Facebook. Enquanto estava no Facebook, ela decidiu que era importante se tornar uma denunciante devido ao que ela descreveu como um padrão do Facebook, priorizando o lucro em vez da segurança pública, e deixou seu cargo no Facebook em maio de 2021. Na primavera de 2021, ela contatou John Tye, um fundador do escritório de advocacia sem fins lucrativos Whistleblower Aid, para obter ajuda, e Tye concordou em representá-la e ajudar a proteger seu anonimato. No final do verão de 2021, ela começou a se reunir com membros do Congresso dos Estados Unidos, incluindo o senador Richard Blumenthal e a senadora Marsha Blackburn.

### Os arquivos do Facebook
A partir de setembro de 2021, o The Wall Street Journal publicou o The Facebook Files: A Wall Street Journal Investigation, "baseado em uma revisão de documentos internos do Facebook, incluindo relatórios de pesquisa, discussões on-line com funcionários e rascunhos de apresentações para a alta administração". A investigação é uma série de várias partes, com nove relatórios, incluindo um exame de isenções para usuários de alto perfil, impactos na juventude, os impactos de suas alterações de algoritmo de 2018, fraquezas na resposta ao tráfico de pessoas e cartéis de drogas, desinformação de vacinas e um artigo posterior sobre Haugen, que reuniu os documentos que embasaram os relatórios investigativos. Depois que os artigos sobre o Facebook foram publicados, o Subcomitê de Proteção ao Consumidor, Segurança de Produtos e Segurança de Dados do Comitê de Comércio do Senado dos Estados Unidos.  agendou duas audiências, começando com Antigone Davis, chefe global de segurança do Facebook, em 30 de setembro de 2021, e o então denunciante anônimo em 5 de outubro de 2021.
Haugen revelou sua identidade como denunciante quando apareceu no 60 Minutes em 3 de outubro de 2021. Durante a entrevista, Haugen discutiu o programa do Facebook conhecido como Civic Integrity, que tinha o objetivo de conter a desinformação e outras ameaças à segurança eleitoral. O programa foi dissolvido após as eleições de 2020, que Haugen disse "realmente parece uma traição à democracia para mim", e que ela acreditava ter contribuído para o ataque de 2021 ao Capitólio dos Estados Unidos. Haugen também afirmou: "O que eu vi no Facebook muitas e muitas foi que havia conflitos de interesse entre o que era bom para o público e o que era bom para o Facebook. E o Facebook, repetidamente, escolheu otimizar para seus próprios interesses , como ganhar mais dinheiro."
Haugen também compartilhou documentos com membros do Congresso dos EUA e escritórios de procuradores-gerais, mas não com a Federal Trade Commission. A capitalização de mercado do Facebook caiu 6 bilhões de dólares em 24 horas após a entrevista de Haugen no 60 Minutes em 3 de outubro de 2021, e após a interrupção do Facebook em 4 de outubro de 2021. Com base nos documentos que vazaram, Kevin Roose, escrevendo para o The New York Times, sugeriu que o Facebook pode ser mais vulnerável do que parece.
Depois que Haugen revelou publicamente sua identidade, Pierre Omidyar começou a fornecer suporte a Haugen, incluindo relações com a imprensa e o governo na Europa por meio de sua organização filantrópica Luminate.

### Acusações feitas à Comissão de Valores Mobiliários
Pelo menos oito queixas foram apresentadas à Comissão de Valores Mobiliários dos Estados Unidos (SEC, na sigla em inglês) pelos advogados de Haugen, cobrindo tópicos relatados pelo The Wall Street Journal e incluindo como o Facebook lida com desinformação política, discurso de ódio, saúde mental de adolescentes, tráfico de pessoas, promoção de violência étnica, tratamento preferencial para determinados usuários e suas comunicações com investidores. Em uma denúncia feita na SEC, Haugen alegou que o Facebook enganou os investidores porque eles deturparam o progresso que haviam feito no combate ao ódio, violência e desinformação na plataforma. Os documentos fornecidos por Haugen à SEC também estão relacionados à gestão do Facebook de desinformação relacionada a eleições nos Estados Unidos após a eleição de novembro de 2020.
As denúncias de Haugen inclui documentos internos do Facebook relacionados à gestão de desinformação e discurso de ódio no Facebook na Índia. A denúncia afirma que muitos usuários e páginas associadas ao Rashtriya Swayamsevak Sangh (RSS) promoveram narrativas anti-muçulmanas e de fomento do medo com a intenção de incitar a violência. Ela alega que o Facebook está bem ciente das incendiárias narrativas anti-muçulmanas promovidas na Índia. Ela também disse que a falta de sinalização do conteúdo em hindi e bengali significava que postagens problemáticas eram frequentemente negligenciadas.
As declarações públicas do CEO do Facebook, Mark Zuckerberg, são mencionadas nas queixas da SEC apresentadas por Haugen, junto com sua alegação de que Zuckerberg é o responsável final devido ao seu controle do Facebook. Os documentos internos do Facebook enviados por Haugen parecem ser inconsistentes com várias declarações públicas de Zuckerberg, incluindo seu testemunho de 2020 perante o Congresso dos EUA.

### Depoimento no Congresso dos EUA em 5 de Outubro de 2021
Em 5 de outubro de 2021, Haugen testemunhou perante o Subcomitê de Proteção ao Consumidor, Segurança de Produto e Segurança de Dados do Comitê de Comércio do Senado dos Estados Unidos. Uma versão escrita de sua declaração de abertura ao subcomitê do Senado dos EUA foi publicada em 4 de outubro de 2021. Haugen afirmou durante a audiência: "A liderança da empresa sabe como tornar o Facebook e o Instagram mais seguros, mas não fará as mudanças necessárias porque colocou seus lucros astronômicos antes das pessoas. A ação do Congresso é necessária. Eles não resolverão esta crise sem sua ajuda." Haugen discutiu ainda sobre Myanmar e Etiópia, afirmando que o Facebook está "literalmente alimentando a violência étnica" quando a classificação baseada no engajamento é implantada sem sistemas de integridade e segurança. Haugen também indicou que está em comunicação com outro comitê do Congresso dos EUA sobre questões relacionadas à espionagem e desinformação, e uma razão pela qual ela não compartilhou documentos com a Federal Trade Commission é porque ela acredita que os sistemas do Facebook "continuarão a ser perigosos mesmo se estiverem quebrados". Após a audiência, o senador Richard Blumenthal, presidente do subcomitê de Comércio, disse que Haugen "quer consertar o Facebook, não queimá-lo".
Após o depoimento de Haugen, a resposta do CEO do Facebook, Mark Zuckerberg, naquele dia incluiu "Muitas das afirmações não fazem sentido. Acho que a maioria de nós não reconhece a falsa imagem da empresa que está sendo pintada ", e "Estamos comprometidos em fazer o melhor trabalho que pudermos, mas, em algum nível, o órgão certo para avaliar as compensações entre patrimônios sociais é nosso Congresso eleito democraticamente." Uma declaração pós-audiência de Lena Pietsch, diretora de comunicações políticas do Facebook, incluiu: "Nós concordamos em uma coisa. É hora de começar a criar regras padrão para a Internet." O senador Blumenthal indicou que deseja que Zuckerberg testemunhe perante o Congresso sobre os documentos produzidos por Haugen, e que o subcomitê pode enviar uma intimação ao Facebook para obter mais registros.

### Ações gerais de procuradores do estado
Os documentos divulgados por Haugen foram compartilhados com os escritórios dos procuradores-gerais estaduais na Califórnia, Massachusetts, Vermont, Nebraska e Tennessee. Em 13 de outubro de 2021, em resposta às divulgações feitas por Haugen ao The Wall Street Journal, mais de uma dúzia de procuradores-gerais do estado dos EUA enviaram uma carta ao Facebook solicitando informações sobre o sistema XCheck do Facebook que protege usuários importantes e a ação do Facebook contra a desinformação das vacinas contra a COVID-19.